# Сад (Моне)
«Сад» (фр. Jardin) — картина французского художника Клода Моне, написанная в 1876 году во время проживания Моне в Аржантёе, городе на берегу Сены, недалеко от Парижа. 
В Аржантёе Моне сам ухаживал за цветами в своем небольшом саду, который стал источником мотивов для многих его полотен. В левом нижнем углу картины изображена его жена Камилла. С правой стороны вертикальными доминантами выступают два куста мальвы с красными цветками. Передний план залит солнцем, на нем преобладают тёплые желтые горизонтальные мазки, особенно крона деревца в центре полотна. В противопоставление ему задний план сада написан тонкими вертикальными мазками холодных оттенков, которые передают тенистую прохладу густой чащи из тонких стволиков молодых деревьев. На картине не видно неба, что придает камерности пейзажу, — весь формат занимает густая растительность, но мы можем видеть проблески света сквозь деревья на заднем плане.